# Ciudad Jardín (Bilbao)
La Ciudad Jardín (en euskera Loruri o Lorategi-hiri) es una urbanización del barrio de Matico-Ciudad Jardín (oficialmente Matiko-Ciudad Jardín), en el municipio de Bilbao (Vizcaya, España). Forma parte del distrito 2 de Bilbao, Uríbarri.

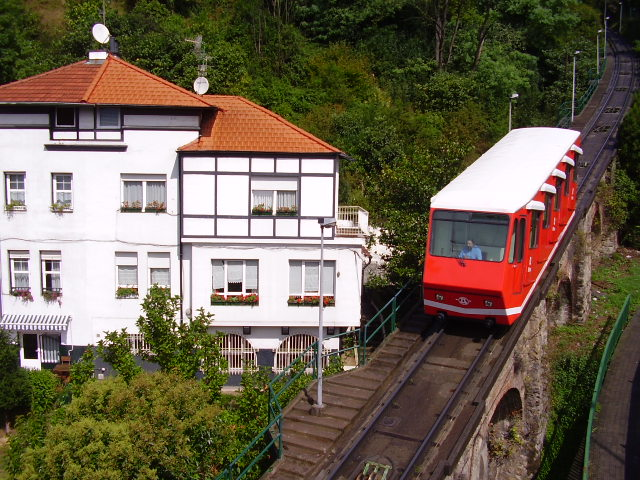
Funicular de Archanda a su paso por Ciudad Jardín.

La Ciudad Jardín bilbaína comprende la parte del barrio situada entre la avenida Maurice Ravel y el monte Archanda. Fue diseñada por el arquitecto bermeano Pedro Ispizua distribuyendo casas bajas entre zonas verdes, como los barrios de ciudad jardín que se construyeron en distintas ciudades europeas en los siglos XIX y XX.

## Historia
En 1921 se propuso la creación de una cooperativa para construir en las afueras de Bilbao casas para trabajadores, aprovechando el cambio que ese año se había hecho en la legislación sobre casas baratas, que facilitaba que las clases medias se acogieran a las ayudas estatales para construcción de vivienda. El 20 de agosto de 1922 se constituyó oficialmente la Sociedad Cooperativa de Empleados y Periodistas La Ciudad Jardín Bilbaína. El presidente fue Celso Negueruela Montes y el secretario Benjamín Jubindo Pérez, ambos empleados del Ayuntamiento de Bilbao. Dicho Ayuntamiento convocó un concurso (siendo el arquitecto municipal Ricardo Bastida uno de los miembros del jurado). El arquitecto Pedro Ispizua Susunaga, también empleado municipal, presentó su proyecto a finales de ese año 1922 y resultó vencedor, aunque el proyecto fue luego reformulado en 1924.
El complejo contaba con 56 edificios bifamiliares (cada uno con dos viviendas pareadas) de dos plantas (además de sótano y bajo-cubierta), un centro social en una plaza y una red de senderos. El estilo predominante es el regionalista neo-vasco, aunque con elementos de otros lenguajes artísticos. Todos los edificios de vivienda tienen una distribución similar, aunque en tres tamaños distintos.